# Caryota

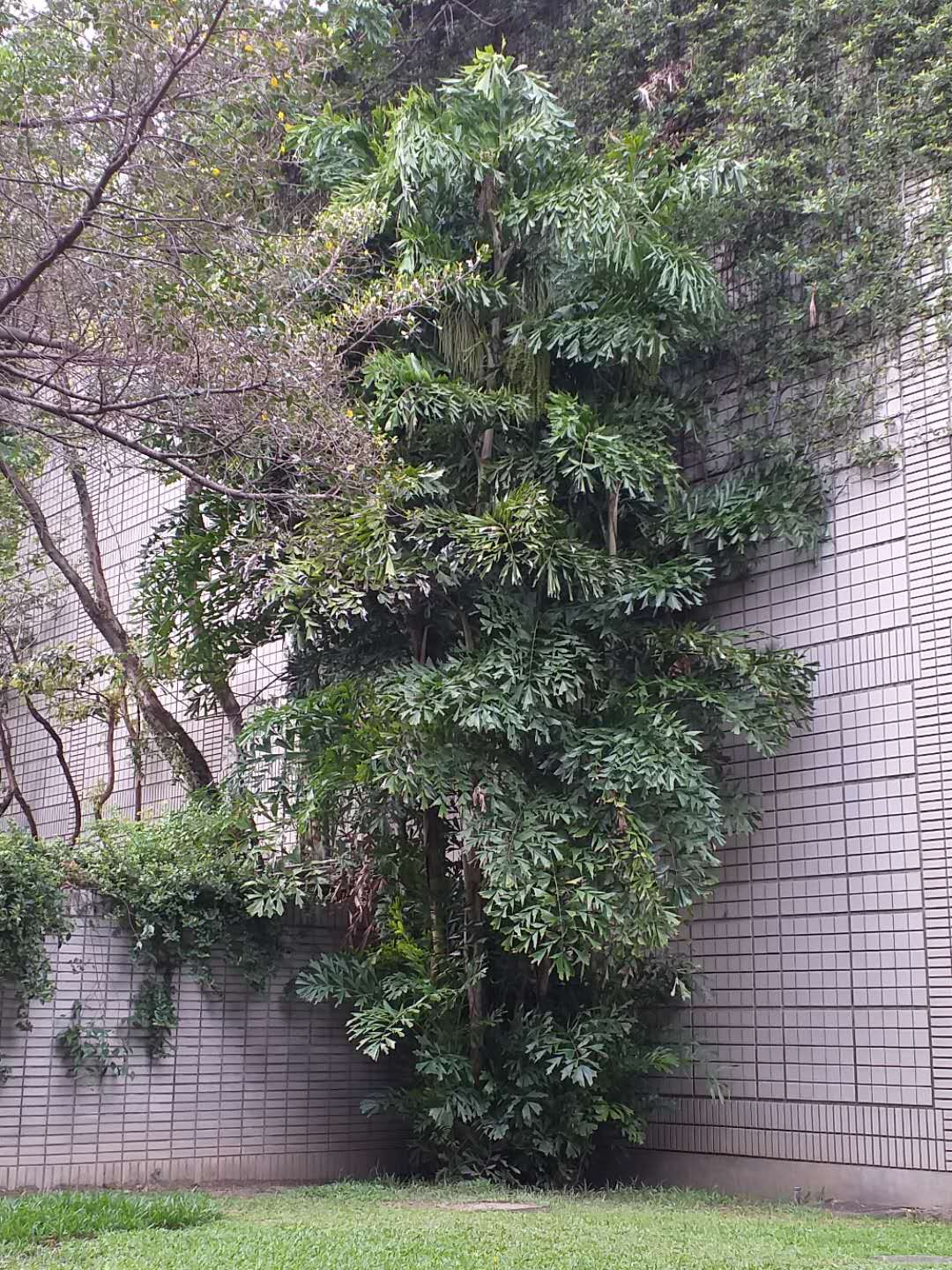
Caryota mitis

Caryota é um género botânico pertencente à família Arecaceae.
Na classificação taxonômica de Jussieu (1789), Caryota é um gênero botânico, ordem  Palmae, classe Monocotyledones com estames perigínicos.

## Espécies
- Caryota bacsonensis
- Caryota cumingii
- Caryota mitis
- Caryota monostachya
- Caryota no
- Caryota obtusa
- Caryota ochlandra
- Caryota ophiopellis
- Caryota rumphiana
- Caryota sympetala
- Caryota urens
- Caryota zebrina